# Металлист (завод, Украина)
ООО Староконстантиновский завод «Металлист» — украинское предприятие по выпуску строительных модульных металлоконструкций, расположенное в городе Староконстантинов Хмельницкой области.

## История завода
Завод «Металлист» был основан в июле 1971 года как предприятие в структуре Минсельхозстроя, ориентированное на производство до 12 тысяч тонн металлоформ и общих строительных металлоконструкций, а также 54 тысячи квадратных метров блок-модулей в год. После распада Советского Союза предприятие сохранило свою специализацию и является крупнейшим производителем мобильных модульных сооружений в Восточной Европе.
Кроме того, завод известен как производитель специальных автобусов  42091
(здесь они получили имя собственное «Старт»), разработанных институтом ВКЭИавтобуспром во Львове (ныне «Укравтобуспром»), мелкосерийное производство которых удалось наладить с 1993 года. В 1990-е годы автобус выпускался небольшими сериями. Сведений о выпуске автобуса в 2000-е годы нет. Предприятие также берёт заказы на капитальный ремонт кузовов автобусов, троллейбусов и другой техники.

## Продукция
- мобильные модульные сооружения
- автобус 42091 «Старт» (Фото, Фото, Фото)